# Larry Laffer
Larry Laffer è un personaggio immaginario, creato dal programmatore Al Lowe, protagonista della saga di videogiochi Leisure Suit Larry.
Apparve per la prima volta nel 1987 nell'avventura grafica prodotta dalla Sierra Entertainment intitolata Leisure Suit Larry in the Land of the Lounge Lizards.

## Caratteristiche
L'aspetto fisico di Larry non cambia nel corso delle sue avventure, caratteristiche tipiche del personaggio sono la capigliatura caratterizzata dalla celebre "piazza" al centro del cranio, il naso pronunciato, la bassa statura e l'immancabile completo bianco di poliestere ispirato allo stile degli anni 70 (l'abbigliamento di Larry ricorda quello di John Travolta nel ruolo di Tony Manero nel film La febbre del sabato sera).
L'aspetto grafico del personaggio rispecchia ovviamente le possibilità grafiche dei computer all'epoca della pubblicazione di ogni gioco; nella prima avventura della serie il personaggio principale è composto da pochi semplici pixel colorati, col proseguire della saga assume sempre di più l'aspetto di un cartone animato vero e proprio sino a giungere, negli ultimi episodi, alla grafica poligonale. Altro tratto distintivo del personaggio è il suo peculiare modo di presentarsi («My name is Larry, Larry Laffer»), parodia della celebra frase di James Bond.
Il personaggio incarna lo stereotipo del playboy rivisitato in chiave ironica: Larry si atteggia in tutte le sue avventure come un gran conquistatore ma il suo aspetto e la sua goffaggine, oltre ad una notevole dose di sfortuna, lo rendono spesso vittima di situazioni spiacevoli.

## Origine del nome
Secondo quanto dichiarato da Al Lowe, il personaggio di Larry Laffer prende ispirazione da una persona reale. Si tratta di un amico dello stesso Lowe, di nome Jerry, che fu preso come modello dal programmatore per la sua caratteristica di ritenersi un grande playboy. Il nome fu modificato da Jerry a Larry perché non fu ritenuto opportuno usare il nome reale di una persona utilizzata, seppur bonariamente, come modello di ispirazione comica.
Il cognome del protagonista fu scelto in maniera casuale partendo dal presupposto che Lowe desiderava che il nome e cognome del suo personaggio formassero un'allitterazione; partendo da questa idea di base il programmatore prese il volume dedicato alla lettera L dell'Encyclopedia Britannica e sfogliandolo trovò la voce relativa ad Arthur Laffer, un importante economista americano che fu uno dei principali collaboratori dell'amministrazione Reagan. Diversi anni più tardi Al Lowe scrisse una lettera al vero Laffer, chiedendo il suo permesso per pubblicare un software intitolato Laffer Utilities che avrebbe potuto generare confusione nell'attribuzione; Arthur Laffer scoprì così molto tempo dopo di essere l'involontaria fonte di ispirazione del cognome del personaggio. In ogni caso concesse a Lowe il permesso di pubblicare il suo software ed in seguito fu anche invitato a visitare gli studi della Sierra.